# Бобров, Рэм Исаакович
Рэм Исаакович Бобров (7 августа 1924, Харьков — 13 июня 2010, Москва) — советский и российский учёный-энергетик, гидростроитель, поэт и переводчик, участник Великой Отечественной войны.

## Биография
Призван в армию в 1942 г. Во время войны был фельдшером и переводчиком, лейтенант медицинской службы. Воевал на Первом Украинском фронте в составе 1 Гвардейской артиллерийской дивизии РГК. Награждён орденом Красной Звезды и Отечественной войны II степени. После войны с отличием окончил МИСИ им. В. В. Куйбышева (ныне МГСУ). Работал в институтах «Гидроэнергопроект», с 1962 г. — в Гидропрект (после их слияния). Принимал участие в проектировании Чебоксарской, Каунасской, Иркутской и Братской ГЭС, а также в рекогносцировочных изысканиях рек Витим, Ципа, Олёкма, Андийское Койсу. В 1963-67гг. руководил разработкой технико-экономической документации комплексного использования гидроэнергоресурсов Кавказа. Руководил отделом перспективного проектирования Гидропроекта. В конце 70-х разработал гидроэнергетический раздел Генеральной схемы развития гидроэнергетики СССР до 1990 г. Работал руководителем службы экспертизы Гидропроекта.
Рэм Бобров переводил поэзию с французского, английского, немецкого и чешского языков. Автор переводов песен Брассенса и Бреля, старинных французских песен и стихов Мориса Карема; по некоторым сведениям, он сделал по звукозаписи первый перевод на русский рок-оперы «Иисус Христос — суперзвезда». Книга Рэма Исааковича Боброва «Приоткрытая дверь», включившая основную часть его переводов за 50 лет, заняла второе место на международном литературном конкурсе «Вся королевская рать» в номинации «Поэтические переводы».

## Избранные переводы
- Смерть тореадора (Le Toreador)[11].